# Down Periscope
Down Periscope is een Amerikaanse komische film uit 1996 van David S. Ward met in de hoofdrollen onder meer Kelsey Grammer, Lauren Holly en Rob Schneider.

## Verhaal
Tom Dodge (Kelsey Grammer) is een capabele marineofficier die echter door zijn onorthodoxe methoden nog steeds niet het commando over een eigen onderzeeboot heeft gekregen. Viceadmiraal Winslow (Rip Torn) vindt hem daarom juist geknipt om deel te nemen aan een militaire oefening die tot doel heeft na te gaan of de marine bestand is tegen een aanval met door bijvoorbeeld terroristen buitgemaakte afgedankte Amerikaanse onderzeeboten.
Dodge krijgt de leiding over de "Stingray", een afgedankte dieselonderzeeër uit 1958. Schout-bij-nacht Graham (Bruce Dern), die een hekel heeft aan Dodge, ziet hem graag falen en selecteert daarom bemanningsleden waarmee het moeilijk werken is, onder wie de explosieve Marty (Rob Schneider) en de gokverslaafde Stanley (Jonathan Penner). Ook gebruikt Graham de gelegenheid voor een test met vrouwelijk personeel, te weten luitenant Lake (Lauren Holly), hoewel hij weet dat deze onderzeeboot daar de voorzieningen niet voor heeft.
Dodge moet met de Stingray onder andere een nepdoel in de haven van Norfolk (Virginia) opblazen en neemt het hierbij onder meer op tegen zijn voormalige commandant Carl Knox (William H. Macy), die de leiding heeft over de atoomonderzeeër USS Orlando.

## Rolverdeling
| Acteur              | Personage                          | Opmerkingen    |
| ------------------- | ---------------------------------- | -------------- |
| Kelsey Grammer      | luitenant Thomas (Tom) Dodge       |                |
| Lauren Holly        | luitenant Emily Lake               |                |
| Rob Schneider       | luitenant Martin T. (Marty) Pascal |                |
| Harry Dean Stanton  | Howard                             | technicus      |
| Bruce Dern          | schout-bij-nacht Yancy Graham      |                |
| Rip Torn            | viceadmiraal Dean Winslow          |                |
| Ken Hudson Campbell | Buckman                            | scheepskok     |
| Toby Huss           | Nitro "Mike"                       | elektricien    |
| Duane Martin        | Jefferson "R.J." Jackson           | stuurman       |
| Johathan Penner     | Stanley "Spots" Sylvesterson       | stuurman       |
| Bradford Tatum      | Brad Stepanak                      | motortechnicus |
| Harland Williams    | E.T. "Sonar" Lovacelli             | sonartechnicus |

## Productie
De film werd opgenomen tussen 6 mei en 27 juli 1995. De in 1943 gebouwde USS Pampanito (SS-383) deed dienst als de Stingray.